# Beps
BEPS é um acrônimo derivado do inglês base erosion and profit shifting, que significa em português Erosão de base e transferência de lucros. É um termo técnico usado para designar esquemas de planejamento tributário agressivo praticados por empresas multinacionais ou grupos econômicos, que se aproveitam de lacunas normativas e assimetrias dos sistemas tributários nacionais para transferir, artificialmente ou não, lucros a países com tributação baixa ou inexistente.
Historicamente, organismos econômicos internacionais como a OCDE se ocupavam apenas com temas ligados a Preços de Transferência e eliminação da Dupla Tributação Internacional, porém, a queda de arrecadação verificada em alguns países decorrente de práticas empresariais abusivas evidenciou a necessidade de um estudo mais aprofundado sobre este novo tema resultante da globalização econômica.
Neste sentido, a OCDE publicou, em 12 de fevereiro de 2013, um plano de ação denominado “Addressing Base Erosion and Profit Shifting” no qual expõe a preocupação com a erosão das bases tributárias dos Países-membros e a necessidade de adotar medidas para harmonização da legislação tributária internacional.

## Sobre o BEPS
Em linhas gerais, o BEPS objetiva a formulação de políticas e estratégias para combater a fuga de capitais para os chamados Paraísos Fiscais e o aumento da evasão fiscal em escala global. O documento mostra também que a legislação nacional de países do G-20 permitiu a manipulação de lucros através de manobras jurídicas de direitos e obrigações intangíveis, reduzindo legalmente os lucros e a tributação no território fiscal das entidades geradoras das atividades produtivas.
Para enfrentar essas questões, o plano BEPS propõe 15 ações a serem consideradas pelos Países-membros da OCDE e do G-20:
- Ação 1 – Identificar os principais desafios proporcionados pela economia digital na aplicação das regras vigentes para tributação direta e indireta e sugerir meios para contorná-los;
- Ação 2 – Neutralizar os efeitos dos instrumentos híbridos. Desenvolver modelos de acordos para evitar a dupla tributação e recomendações relativas à elaboração de normas nacionais para neutralizar os efeitos (exemplos: dupla não tributação, dupla dedução, diferimento dos impostos em longo prazo) dos instrumentos e entidades híbridos;
- Ação 3 – Apresentar recomendações sobre o desenho de normas de transparência fiscal internacional;
- Ação 4 – Estabelecer regras que previnam a erosão de bases imponíveis gerada pelo pagamento de juros ou outros gastos financeiros excessivos;
- Ação 5 – Combater de maneira mais efetiva as práticas de concorrência fiscal lesiva, tomando em conta a transparência e substância;
- Ação 6 - Impedir a utilização abusiva de Tratados Internacionais;
- Ação 7 – Impedir comportamentos que evitam, de maneira artificial, a caracterização de Estabelecimento Permanente no país fonte da renda tributável;
- Ações 8, 9 e 10 - Assegurar que os resultados dos Preços de Transferência estejam alinhados com a criação de valor;
- Ação 11 – Estabelecer métodos de coleta e análise de dados sobre erosão da base imponível e a transferência de lucros;
- Ação 12 – Exigir dos contribuintes a revelação de seus mecanismos de planejamento tributário agressivos;
- Ação 13 – Reexaminar as regras sobre documentos relativos a preços de transferência;
- Ação 14 – Tornar mais efetivos os mecanismos de resolução de conflitos;
- Ação 15 – Desenvolver instrumento multilateral que ofereça um enfoque inovador para a fiscalização internacional e que reflita a natureza dinâmica da economia global.

Em setembro de 2014 a OCDE tornou público um primeiro grupo de informes que foram respaldados pela 9a Conferência dos Chefes de Estado integrantes do G-20, realizada em novembro de 2014 na cidade de Brisbane, Austrália, os quais continham recomendações sobre sete das quinze ações do plano BEPS, com destaque para a necessidade de harmonização da legislação interna de cada País-membro e de alteração do modelo de Convênios Internacionais da OCDE.